# Gai Apuleu Decià (negociador)
Gai Apuleu Decià (llatí: Gaius Appuleius Decianus) era el fill de Gai Apuleu Decià i va viure com a negociant a Pèrgam i Apol·lònia, al Regne de Lídia.
Va ser acusat d'haver comès actes de violència i injustícia contra els habitants d'aquesta darrera ciutat i finalment va ser condemnat pel pretor Flac, fill de Luci Valeri Flac, al que Decià havia acusat l'any 90 aC. El 59 aC Decià es va venjar de Flac donant suport a l'acusació que Dècim Leli havia llançat contra ell.